# Lucijan Marija Škerjanc
Lucijan Marija Škerjanc (ur. 17 grudnia 1900 w Grazu, zm. 27 lutego 1973 w Lublanie) – słoweński kompozytor, dyrygent i pianista.

## Życiorys
Początkowo studiował w Lublanie i Pradze. W latach 1922–1924 kształcił się w Akademie für Musik und darstellende Kunst w Wiedniu u Josepha Marxa (kompozycja) i Antona Trosta (fortepian). Od 1924 do 1927 roku kształcił się w zakresie kompozycji u Vincenta d’Indy’ego w Schola Cantorum w Paryżu, dyrygentury uczył się u Felixa Weingartnera w Bazylei (1930). Od 1922 roku działał jako nauczyciel muzyki w Lublanie, w latach 1926–1940 wykładał kompozycję w lublańskim konserwatorium. Od 1940 do 1970 roku był wykładowcą akademii muzycznej w Lublanie, w latach 1945–1947 pełnił funkcję jej rektora.
Występował jako pianista i dyrygent. Od 1925 do 1945 roku prowadził towarzystwo orkiestrowe Glasbena Matica. W latach 1950–1955 dyrygował orkiestrą Filharmonii Słoweńskiej. Od 1949 roku był członkiem Słoweńskiej Akademii Nauki i Sztuki. Otrzymał nagrodę im. Prešerena (1947, 1948, 1950, 1971) i nagrodę im. Herdera (1964). Odznaczony jugosłowiańskim Orderem św. Sawy i francuskim Orderem Palm Akademickich.

## Twórczość
Tworzył w stylu późnoromantycznym, z elementami impresjonizmu. Posługiwał się typowo romantycznymi formami takimi jak intermezzo, nokturn i bagatela, w swoich symfoniach wprowadzał elementy słoweńskiego folkloru muzycznego. W późniejszym okresie swojej twórczości posługiwał się techniką dodekafoniczną.
Był autorem licznych monografii oraz podręczników muzycznych.

## Kompozycje
(na podstawie materiałów źródłowych)

### Utwory orkiestrowe
- 2 koncerty skrzypcowe (I 1927, II 1944)
- 5 symfonii (I 1931, II 1938, III 1940, IV 1941, V 1943)
- 4 uwertury (Lirična 1925, Slavnostna 1933, Dramatična 1942, Svečana 1961)
- poemat symfoniczny Mařenka (1940)
- Gazele (1950)
- Koncert fortepianowy (1940)
- Koncert na fagot i orkiestrę (1953)
- Koncert na harfę i orkiestrę (1954)
- Koncert na klarnet, smyczki, perkusję i harfę (1958)
- Koncert na flet i orkiestrę (1962)
- Koncert na fortepian na lewą rękę i orkiestrę (1963)
- Suita v starem slogu na kwartet smyczkowy i orkiestrę smyczkową (1928)
- Allegro de concert na wiolonczelę i orkiestrę (1947)

### Utwory kameralne
- 5 kwartetów smyczkowych (I 1917, II 1921, III 1925, IV 1935, V 1945)
- Kwintet dęty (1925)
- Trio fortepianowe (1935)
- Kwintet smyczkowy (1945)
- Duo na 2 skrzypiec (1953)
- 5 liričnih melodij na wiolonczelę i fortepian (1953)
- Concertone na 4 wiolonczele (1954)

### Utwory fortepianowe
- 4 utwory (1925)
- Pro memoria 13. II (1927)
- 7 nokturnów (1935)
- 24 dijatoničnih preludijev (1936)
- 10 mladinskih skladb (1938)
- 6 improwizacji (1942)
- 12 wariacji bez tematu (1944)
- 6 kompozycji na jedną rękę (1945–1950)
- 12 preludiów (1954)
- Sonata (1956)

### Utwory wokalno-instrumentalne
- kantata Sonetni venec na głosy solowe, chór i orkiestrę (1948)